# Gustave Janet
Pour les articles homonymes, voir Janet.
Gustave Janet, né le 10 janvier 1829 à Paris, où il est mort le 2 avril 1898, est un dessinateur, illustrateur, graveur sur bois et lithographe français.

## Biographie
Fils de François Pierre Janet, marchand d'estampes sur Paris et de Marie Élisabeth Lecors,
Gustave est le frère cadet d'Ange-Louis Janet dit Janet-Lange, également lithographe, et avec lequel il a travaillé — entre autres pour Le Panthéon populaire illustré —, et qui fut sans doute son premier maître.
Collaborateur de l'atelier Best, Hotelin et Cie pour L'Illustration, il est un fidèle du Monde illustré, proche de Charles Yriarte ; il fournit des dessins à La Revue de la mode et au Journal pour tous, puis fonde en 1868 La Mode artistique, qu'il dirige jusqu'à sa mort, y publiant des planches lithographiées en couleurs,.
Il a également travaillé pour Henry Vizetelly, éditeur londonien du Illustrated Times (1855-1856), et du Illustrated London News (1867-1871).
Janet a produit plusieurs centaines d'images, dont un grand nombre pour illustrer des partitions de musique. Ses dessins lithographiés sont publiées dans les années 1850 par Bertauts et Aubert, puis par Lemercier.

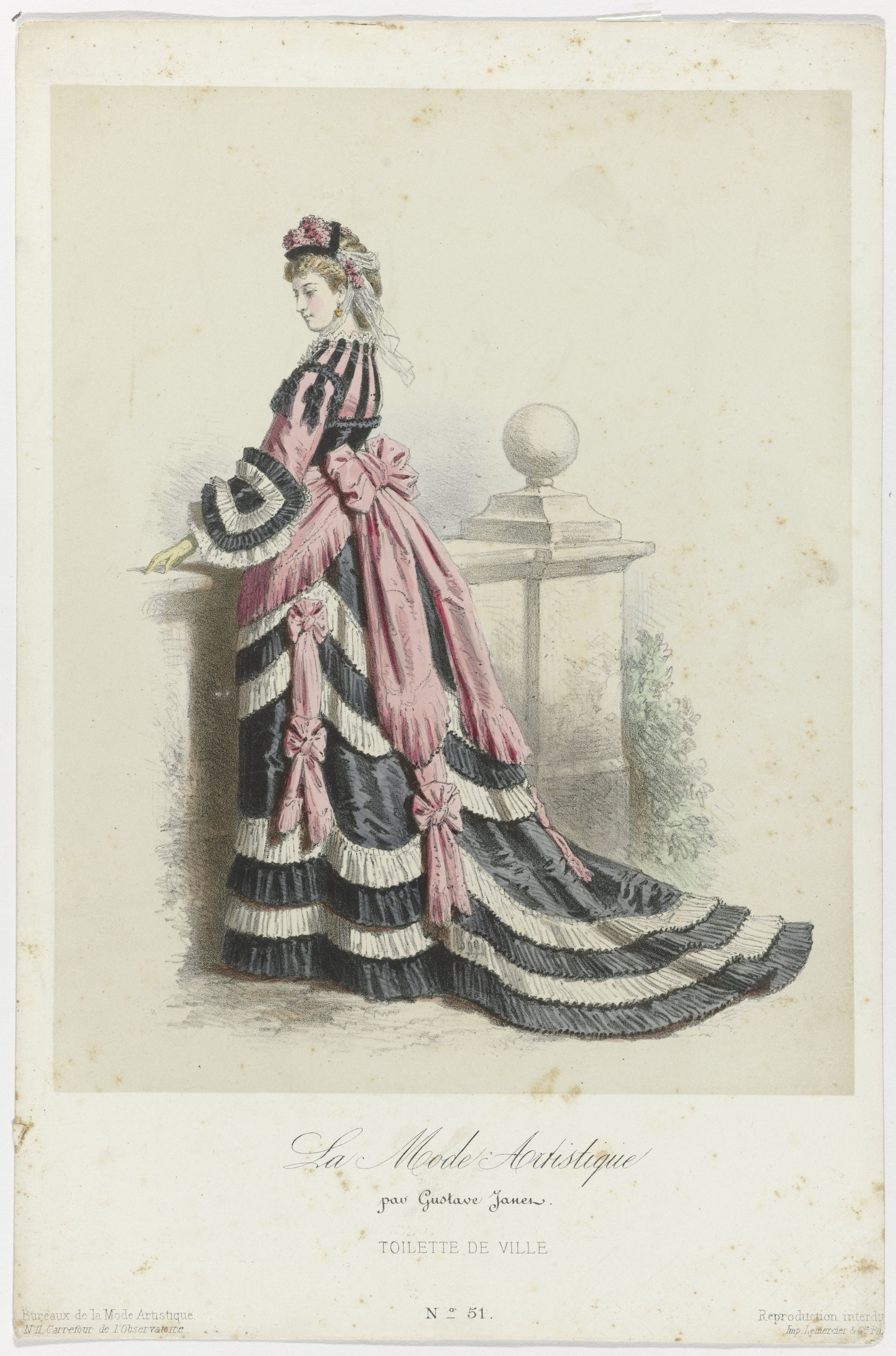
« Toilette de ville », La Mode artistique, 51, 1873.

Il épouse le 14 janvier 1854 Anne Laure Pauquet (1829-1909), dont un fils, Henri Auguste (1854-1898), artiste.

## Sélection d'ouvrages illustrés
- J. Cayron (Jules Noriac), Le 101e régiment, Librairie nouvelle, 1858 et suiv.
- [collectif] The Illustrated Byron, Londres, Henry Vizetelly, 1854.
- [collectif] William Shakespeare, The Tempest, avec Gustave Doré, Birket Foster, Frederick Skill, Alfred Slader, Robert Loudan, Londres, Bell & Daldy, 1860[6].
- Paul Féval, Les tribunaux secrets : ouvrage historique, édition en 8 tomes illustrés avec René de Moraine et Gustave Staal, gravures d'Alexandre Ferdinandus, éd. Legrand et Crouzet, 1864[-1880].